# Elena Ceampelea

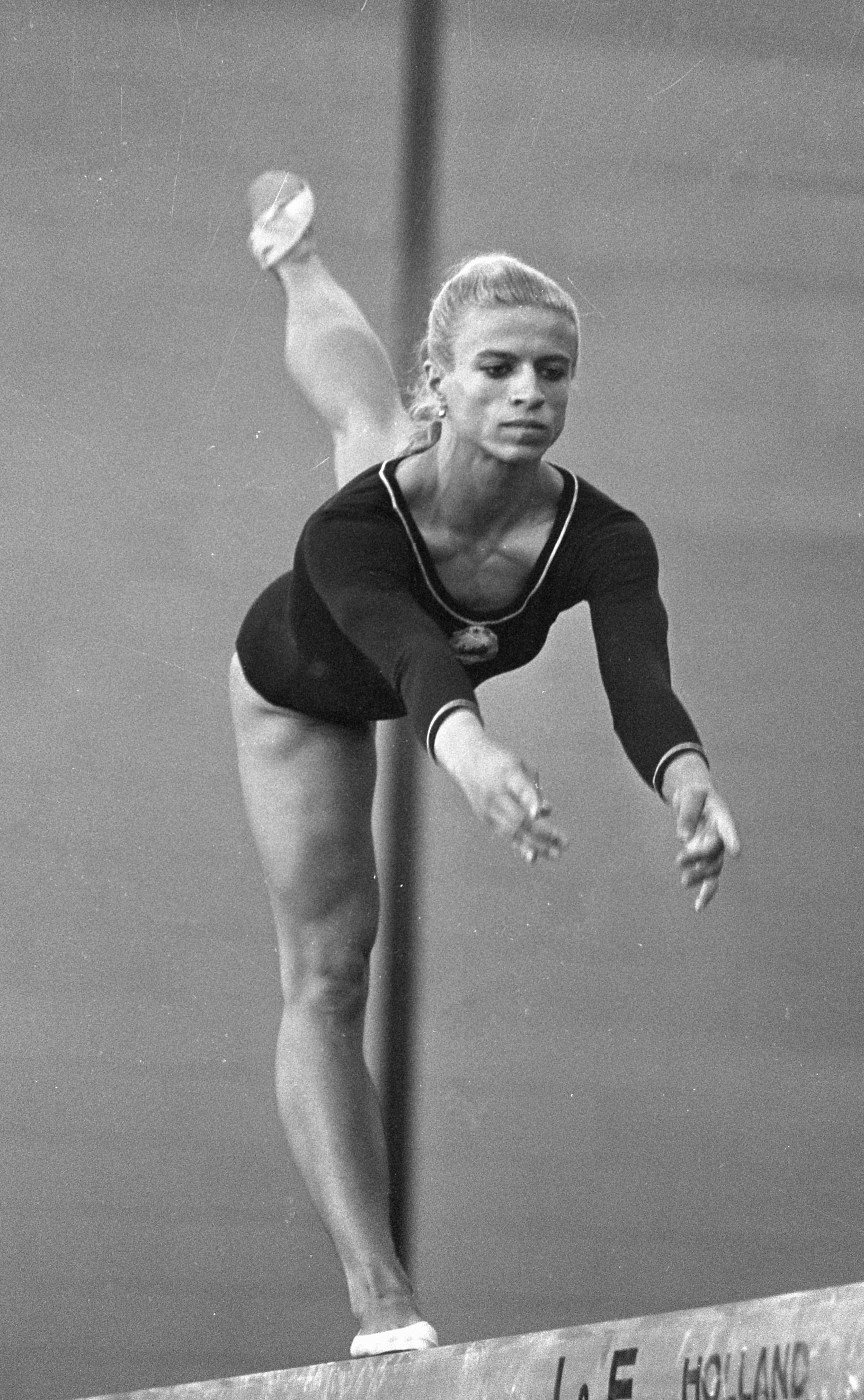
Elena Ceampelea 1968

Elena Ceampelea (* 3. März 1947 in Ploiești) ist eine ehemalige rumänische Kunstturnerin.
Sie turnte bei Petrolul Ploiești und Dinamo Bukarest. Ceampelea war 1966, 1967, 1969, 1970 und 1971 rumänische Mehrkampfmeisterin und gehörte von 1964 bis 1974 der rumänischen Nationalmannschaft an.
Sie nahm 1964 an den Olympischen Spielen in Tokio teil und erreichte mit der rumänischen Turnriege den sechsten Platz. Bei den Turn-Europameisterschaften 1965 erreichte sie am Boden und am Schwebebalken den fünften Platz.
1967 wurde Ceampeala bei den Turn-Europameisterschaften in Amsterdam Sechste am Boden. Bei den Turn-Weltmeisterschaften 1970 in Ljubljana erreichte sie mit der rumänischen Mannschaft den fünften Platz. Im folgenden Jahr war sie bei den Turn-Europameisterschaften 1971 Vierte beim Sprung hinter Erika Zuchold.
1972 nahm Ceamelea an ihren zweiten Olympischen Spielen teil. In München wurde sie mit der rumänischen Mannschaft Sechste. Bei den Turn-Weltmeisterschaften 1974 wurden die Rumäninnen Vierte.
Nach ihrer Leistungssportkarriere war Ceamelea als Trainerin aktiv. Von 1975 bis 1991 war sie bei Triumf Bukarest und danach bis 2015 bei Steaua Bukarest.